# Tour de França de 1922
El Tour de França de 1922 fou la setzena edició del Tour de França i es disputà entre el 25 de juny i el 23 de juliol de 1922, sobre un recorregut de 5.372 km, distribuïts en 15 etapes. La cursa fou guanyada pel belga Firmin Lambot, tot i que durant les primeres etapes arribà a estar 48 minuts rere Christophe. No fou fins a la setena etapa quan començà a recuperar temps i en la tretzena quan aconseguí el liderat. Amb la seva segona victòria final al Tour, després de l'aconseguida el 1919, amb 36 anys, 4 mesos i 9 dies, es convertia en el vencedor més gran de la història del Tour i el primer a guanyar la general sense aconseguir cap victòria d'etapa.

## Canvis respecte a l'edició anterior
El Tour de França de 1921 havia estat dominat novament pels ciclistes belgues, guanyant bona part de les etapes i posicionant-se majoritàriament entre els deu primers de la general, cosa que no agradava al públic francès. A Henri Desgrange, organitzador del Tour, tampoc li agradava la cooperació entre els ciclistes, perquè volia que el Tour de França fos una lluita individual. Hi havia un jurat per canviar el format del Tour de França de 1922, però finalment no va succeir, i la fórmula segueix sent la mateixa.
Tot i que la Primera Guerra Mundial ja feia uns quants anys que s'havia acabat l'impacte econòmic encara era palès, i com en edicions anteriors els equips no foren patrocinats per marques, sinó que havien aglutinat les seves forces sota el nom La Sportive. Els ciclistes es van dividir en dues categories, la 1ère class (primera classe), els professionals, i la 2ème classe (segona classe), els amateurs. 121 foren els ciclistes que van prendre la sortida, dels quals 26 eren de la primera categoria i 95 de la segona.
Els germans Henri i Francis Pélissier havien abandonat el Tour de França de 1920 després que Henri fos sancionat per l'organització per un canvi de pneumàtic irregular. Per aquest motiu ambdós no van prendre la sortida en les edicions de 1921 i 1922.

## Recorregut
El Tour de França de 1922 va utilitzar el mateix format que es venia emprant des de 1910, i que continuaria fins al 1924: quinze etapes amb un recorregut superior als 5.000 km, seguint el perímetre de França, amb sortida i arribada a París. La sortida fictícia del Tour va tenir lloc al Luna Park de la porta Maillot i la sortida real a Argenteuil. L'arribada final tingué lloc al Parc dels Prínceps. Per sisena vegada el Tour s'inicia en direcció oest, per arribar a París per l'est.
Sols hi hagué un canvi en les viles que acollien etapes respecte al 1921: Briançon, que acollia el Tour per primera vegada, substituïa Grenoble. Alhora els colls de Vars i de l'Izoard figuren en el recorregut per primera vegada.

## Desenvolupament de la cursa
Robert Jacquinot, vencedor a Le Havre i Brest, porta el mallot groc durant les tres primeres etapes. En la quarta etapa, entre Brest i Les Sables-d'Olonne, Jacquinot va tenir diverses punxades i va perdre una hora i quaranta minuts respecte a Philippe Thys. Això va fer que el liderat passés a un Eugène Christophe.
En la sisena etapa estava prevista l'ascensió al Tourmalet, però una forta nevada va impedir-ho i s'hagué de modificar la ruta. Christophe continua liderant la cursa després d'aquesta etapa, i amb 37 anys i 164 dies és el ciclista més veterà en vestir el mallot groc en la història del Tour. Durant l'etapa, Philippe Thys, segon de la classificació general, va trencar la roda i va perdre més de tres hores reparant-la, cosa que li va fer perdre totes les possibilitats per guanyar un quart Tour de França. En aquesta mateixa etapa un pastor va suggerir a Émile Masson prendre una drecera per un camí de cabres. Masson li va fer cas, però hagué de carregar la bicicleta a coll i fins i tot va perdre temps.
Després de tres victòries consecutives Jean Alavoine aconseguí el liderat a Perpinyà. Alavoine consolidà el seu liderat durant les etapes pel sud de França, ampliant l'avantatge fins als 22 minuts en la desena etapa.
Durant l'onzena etapa Honoré Barthélémy, tercer el 1921, va patir diverses caigudes que l'obligaren a abandonar. En l'ascensió del Galibier Eugène Christophe trencà la forquilla de la seva bicicleta. Era la tercera vegada que li passava això li passava al Tour, després de les experiències de 1913 i 1919. Això va fer que hagués de fer caminant la part final de l'ascensió i tot el descens abans no ho la pogués arreglar, perdent més de tres hores en acabar l'etapa. El líder de la cursa, Alavoine, patí diversos salts de cadena i punxades, alhora que el fred se li posà al cos, perdent 38 minuts en l'arribada a Ginebra. Tot i que conservà el liderat, la seva diferència s'havia reduït a tan sols 6 minuts sobre Firmin Lambot, per 22 que tenia en començar l'etapa. Heusghem recuperà més de mitja hora, passant a ser tercer a la general, mentre la victòria d'etapa fou per a Émile Masson, el qual passà en primera posició tots els ports del dia.
En la dotzena etapa, novament guanyada per Masson, Heusghem atacà a Alavoine. Alavoine patí fins a sis punxades durant l'etapa, impossibilitant que seguí a Heusghem. Heusghem guanyà 35 minuts a Alavoine i més de 10 respecte al segon classificat, Lambot, passant a liderar la cursa. Heusghem era l'home més fort de la cursa en aquells moments i el principal favorit per a la victòria final.
En la tretzena etapa Hector Heusghem va caure per culpa d'un sot, i trencà la bicicleta. Segons les normes del moment hauria d'haver arreglat la bicicleta sense ajuda, però va canviar-la per una altra. Heusghem havia obtingut el permís d'un jutge de carrera per fer el canvi, però posteriorment els jutges reavaluaren el cas, i el sancionaren amb una hora. Aquesta sanció el va dur a la quarta posició de la general, mentre Lambot passava a ser el líder. Lambot va mantenir fàcilment el liderat fins a París, guanyant el seu segon Tour de França.
Diversos diaris van indicar que Lambot havia guanyat la cursa per sort, gràcies a les penalització d'Heusghem i l'avaria d'Alavoine. Lambot va refusar aquesta idea, dient que sols estava uns minuts rere el líder i que tenia una bona oportunitat. Per al públic francès, Jean Alavoine va ser el guanyador moral, i va ser celebrat com un heroi. El primer classificat dels de segona categoria fou José Pelletier, que acabà en quinzena posició.

## Resultats

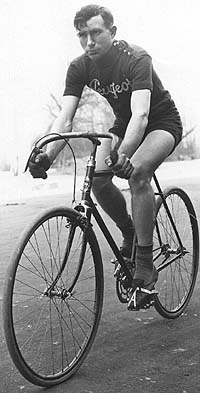
Firmin Lambot, vencedor del Tour de França de 1922, a primers dels anys 20

### Etapes
Philippe Thys guanyà cinc etapes, tres d'elles de manera consecutiva. Jean Alavoine també guanyà tres etapes consecutives.
| Etapa | Data         | Recorregut                   | Km  | Vencedor d'etapa       | Líder de la general     |
| ----- | ------------ | ---------------------------- | --- | ---------------------- | ----------------------- |
| 1a    | 25 de juny   | París - Le Havre             | 388 | Robert Jacquinot (FRA) | Robert Jacquinot (FRA)  |
| 2a    | 27 de juny   | Le Havre - Cherbourg         | 364 | Romain Bellenger (FRA) | Robert Jacquinot (FRA)  |
| 3a    | 29 de juny   | Cherbourg - Brest            | 405 | Robert Jacquinot (FRA) | Robert Jacquinot (FRA)  |
| 4a    | 1 de juliol  | Brest - Les Sables d'Olonne  | 412 | Philippe Thys (BEL)    | Eugène Christophe (FRA) |
| 5a    | 3 de juliol  | Les Sables d'Olonne - Baiona | 482 | Jean Alavoine (FRA)    | Eugène Christophe (FRA) |
| 6a    | 5 de juliol  | Baiona - Luishon             | 326 | Jean Alavoine (FRA)    | Eugène Christophe (FRA) |
| 7a    | 7 de juliol  | Luishon- Perpinyà            | 323 | Jean Alavoine (FRA)    | Jean Alavoine (FRA)     |
| 8a    | 9 de juliol  | Perpinyà - Toló              | 411 | Philippe Thys (BEL)    | Jean Alavoine (FRA)     |
| 9a    | 11 de juliol | Toló - Niça                  | 284 | Philippe Thys (BEL)    | Jean Alavoine (FRA)     |
| 10a   | 13 de juliol | Niça - Briançon              | 274 | Philippe Thys (BEL)    | Jean Alavoine (FRA)     |
| 11a   | 15 de juliol | Briançon - Ginebra           | 260 | Émile Masson (BEL)     | Jean Alavoine (FRA)     |
| 12a   | 17 de juliol | Ginebra - Estrasburg         | 371 | Émile Masson (BEL)     | Hector Heusghem (BEL)   |
| 13a   | 19 de juliol | Estrasburg - Metz            | 300 | Federico Gay (ITA)     | Firmin Lambot (BEL)     |
| 14a   | 21 de juliol | Metz - Dunkerque             | 432 | Félix Sellier (BEL)    | Firmin Lambot (BEL)     |
| 15a   | 23 de juliol | Dunkerque - París            | 325 | Philippe Thys (BEL)    | Firmin Lambot (BEL)     |

### Classificació final
Lambot guanya la classificació general sense aconseguir cap vicòria d'etapa, cosa que és la primera vegada que passa. Inicialment els resultats de les dues categories en què es dividien els ciclistes anava per separat, però les fonts actuals combinen els resultats de les dues categories. Com el 1920, el francès José Pelletier guanyà la classificació de la segona categoria.
| Classificació General | Classificació General   | Classificació General | Classificació General | Classificació General |
| Pos.                  | Ciclista                | Categoria             | Temps                 |                       |
| --------------------- | ----------------------- | --------------------- | --------------------- | --------------------- |
| 1                     | Firmin Lambot (BEL)     | 1                     | 222h 08' 06"          |                       |
| 2                     | Jean Alavoine (FRA)     | 1                     | + 41' 15"             |                       |
| 3                     | Félix Sellier (BEL)     | 1                     | + 42' 02"             |                       |
| 4                     | Hector Heusghem (BEL)   | 1                     | + 43' 56"             |                       |
| 5                     | Victor Lenaers (BEL)    | 1                     | + 45' 32"             |                       |
| 6                     | Hector Tiberghien (BEL) | 1                     | + 1h 21' 35"          |                       |
| 7                     | Léon Despontin (BEL)    | 1                     | + 2h 24' 29"          |                       |
| 8                     | Eugène Christophe (FRA) | 1                     | + 3h 25' 39"          |                       |
| 9                     | Jean Rossius (BEL)      | 1                     | + 3h 26' 06"          |                       |
| 10                    | Gaston Degy (FRA)       | 1                     | + 3h 49' 13"          |                       |